# Mali Island
Mali Island (auch Malie, Malié oder San Antonio genannt) ist eine Insel, die zu den Lihir-Inseln der New Ireland Province von Papua-Neuguinea gehört.

## Geographie
Die Insel liegt im Pazifik etwa vier Kilometer östlich von Niolam, der Hauptinsel der Lihir-Gruppe, und direkt östlich von Sanambiet Island. Mali Island ist damit die östlichste der Lihir-Inseln. An der längsten Stelle ist sie etwa zwei Kilometer lang und etwa einen Kilometer breit und weist eine andesitische Erhebung sowie eine fruchtbare Hochebene auf.